# Може, Жак
Жак Може́ (фр. Jacques Mauger; род. 1959, Барантен, департамент Приморская Сена) — французский тромбонист и музыкальный педагог; солист оркестра Парижской оперы, преподаватель Парижской консерватории, лауреат международных конкурсов.

## Биография
Начал музыкальную карьеру в духовом оркестре своего родного города Барентена в возрасте 12 лет. Музыкальное образование получил в Руанской, а затем в Парижской консерватории. Лауреат международных конкурсов в Маркнойкирхене и Тулоне.
Первым местом работы Може стал филармонический оркестр Ниццы, позже он стал солистом оркестра Парижской оперы. Выступает как солист как во Франции, так и заграницей. Давал сольные концерты как в сопровождении симфонических и духовых оркестров, так и под аккомпанемент фортепиано или органа. Ему посвящён ряд произведений современных композиторов для тромбона. Може записал ряд компакт-дисков как солист и в составе ансамбля.
С 1994 года Жак Може преподаёт в Парижской консерватории, а также в учебных заведениях Швейцарии и Италии. Он также даёт мастер-классы во многих странах мира.